# Tomasz Jodłowiec
Tomasz Jodłowiec ([ˈtɔmaʂ jɔdˈwɔvjɛts]) (Żywiec, 8 de setembre de 1985) és un futbolista polonès que juga pel Legia Varsòvia i l'equip nacional polonès com a defensor central.

## Carrera

### Club
Jodłowiec va debutar en l'Ekstraklasa el juliol del 2006 pel Dyskobolia Grodzisk Wielkopolski. El 2008 es va traslladar a la capital polonesa després que elDyskobolia es fusionés amb el Polonia Warszawa. Per algun temps ell va ser seguit pel SSC Napoli però va rebutjar un contracte per motius familiars. Ell podria unir-se al Maccabi Haifa F.C. d'Israel al principi de la següent temporada.

### Internacional

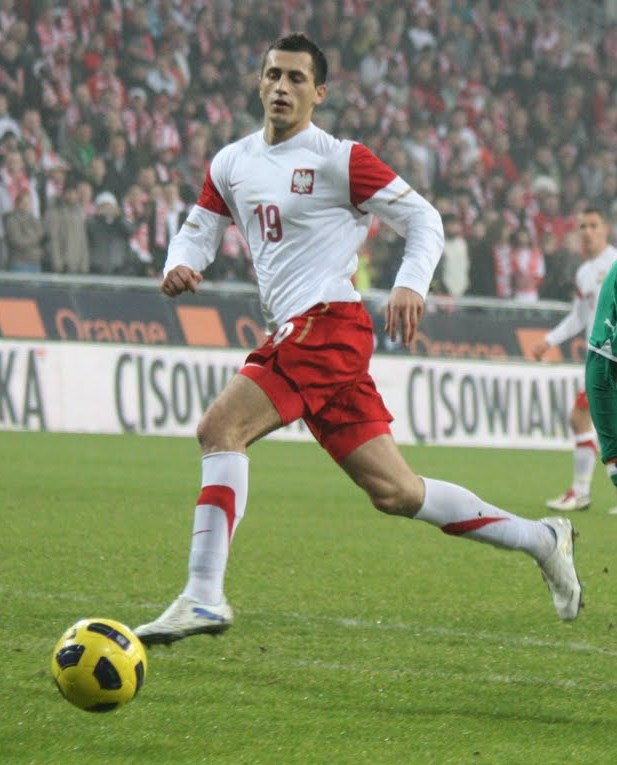
Jodłowiec amb Polònia (2010).

Ell va debutar per Polònia l'11 d'octubre del 2008, venint com a substitut de Rafał Murawski durant la Qualificatòria de la Copa del Món del 2010 contra la República Txeca. El 14 de desembre ell va jugar el seu primer partit complet contra Sèrbia. Jodłowiec es va marcar un gol en pròpia porta en un amistós internacional amb França el 9 de juny del 2011.